# Kim Sa-nee
Kim Sa-nee (coréen : 김사니) est une joueuse sud-coréenne de volley-ball née le 21 juin 1981 à Séoul. Elle mesure 1,80 m et joue au poste de passeuse. Elle totalise 172 sélections en équipe de Corée du Sud.

## Clubs
| Club               | De        | À         |
| ------------------ | --------- | --------- |
| Korea Expressway   | 2000-2001 | 2006-2007 |
| Daejeon KGC        | 2007-2008 | 2009-2010 |
| Heungkuk Life      | 2010-2011 | 2012-2013 |
| Lokomotiv VK       | 2013-2014 | 2013-2014 |
| Hwaseong IBK Altos | 2014-2015 | …         |

## Palmarès

### Équipe nationale
- Championnat d'Asie et d'Océanie
  - Finaliste : 1999, 2001.
- Jeux asiatiques
  - Finaliste : 2010.

### Clubs
- Championnat de Corée du Sud
  - Vainqueur : 2010, 2015, 2017.
  - Finaliste : 2005, 2006, 2011, 2016.
- Coupe de Corée du Sud
  - Vainqueur : 2008, 2015, 2016.
  - Finaliste : 2006.